# 羅鷹石家族
羅鷹石家族，鷹君集團創辦人，籍貫廣東普宁，香港望族中的後起之秀。

## 特色
羅鷹石的三個兒子亦能在地產界獨當一面，這在香港的富豪中算是比較少見的。
羅鷹石重視教育，六子三女分别畢業於香港及國外大學，其中三位獲得博士、院士學位。

## 興起歷程
羅鷹石在香港從事建築及地產項目而賺得第一桶金。 
羅鷹石家族控制六間上市公司，王國總市值約391.74億港元。2006年《福布斯》港澳台40富豪排行榜，羅康瑞身家113.1億元，羅鷹石身家81.9億元，估計整個家族資產近200億。

## 成員
- 羅功賢先生
  - 羅鷹石先生=羅杜莉君女士
    - 羅孔瑞先生
      - 羅俊昶先生
      - 羅寶琳女士=朱惠德先生
      - 羅寶盈女士=李民橋先生（已離異）、伍偉國先生（現任）
        - 李德賢（Adrinne)
        - 伍政熙（Mark)
        - 伍政?（一子 )

    - 羅旭瑞先生=李潔提女士
      - 羅俊圖先生
      - 羅寶文女士

    - 羅嘉瑞醫生=徐斐俐女士[1]
      - 羅寶璘女士
      - 羅俊謙先生

    - 羅康瑞先生=何晶洁女士（元配，已離異）、朱玲玲女士（現任） 
      - 一子 羅俊誠（Adrian）
      - 一女 羅寶瑜

    - 羅鷹瑞醫生=林文瑞女士
    - 羅啟瑞先生=譚美雲女士
    - 羅慧端女士=陳紹勣醫生（元配，已离异）
    - 羅鴻璇女士=陳維廉先生
    - 羅慧琦律師=呂元端先生

羅鷹石家族與李佩材家族曾有一段姻親關係：
- 羅寶盈=李民橋（元配，已離異）

## 家族爭產
2016年底，羅鷹石遺孀杜莉君突然入稟法院，要求撤換家族基金信託人。
2018年5月，羅氏爭產案在高院開審。是次爭端主要是鷹君創辦人羅鷹石遺孀羅杜莉君（原告），不滿羅氏家族信託之信託人（Trustee）滙豐（被告），未有按共識（common understanding）根據她的意願處理資產，最終告上法庭。惟高等法院於2019年5月22日頒下判辭裁定羅老太敗訴。
陳嘉信法官頒下長達二百四十八頁的書面判決，裁定羅老太指控滙豐信託多次不按其指示增持鷹君股份在法律上並不能成立，信託契約條款明確地指出滙豐信託擁有絕對的酌情權，並不受任何限制，而羅老太多次致函滙豐信託要求對方執行其要求，根本是不容許的嘗試（impermissible attempt）。如果羅老太欲論述滙豐信託有責任跟從她的指示行事，她必須證明羅氏家族信託契約是偽造的，但羅老太早於開案陳詞指明她並非要斷言羅氏家族信託契約屬虛假，且接納它是有效的全權信託，故羅老太根本沒有可能有權逼使滙豐信託跟從她的指示做事。
羅老太又指控滙豐信託對於羅氏家族信託在維持鷹君控股權一方面有嚴重疏忽並故意違反職守，但法官認為羅老太無法證實家族信託在鷹君擁有任何控股權，亦無法證明羅嘉瑞影響家族信託在鷹君的地位，而滙豐信託亦曾屢次向羅老太明確表示，滙豐信託是因考慮到過度集中的風險才拒絕繼續購入鷹君的股份，法官同意滙豐信託有合理原因不增持鷹君股份，反而羅嘉瑞的增持是設法鞏固整體家族於鷹君的控制權。
羅老太指滙豐信託同為羅氏家族信託及其三子羅嘉瑞旗下信託KSL Trust的信託人，存在利益衝突，但法官批評指羅老太及其九位子女一直知道KSL Trust以滙豐信託作其信託人，多年也沒有反對，卻在入稟後才提出此事，頗為牽強。法官認為羅老太不能證明任何實際可行的利益衝突可能性，而且滙豐信託並不能為KSL Trust作任何投資決策，亦沒有證據顯示羅嘉瑞或KSL Trust對鷹君的控股權構成威脅。
法官認為，羅老太基於錯誤假設，才會認為滙豐信託有負責去購入更多的鷹君股份，或增加羅氏家族信託在鷹君的控股權，但滙豐信託實質並沒有負責亦無義務要去增持鷹君股份，更或維持羅氏家族信託在鷹君的單一最大股東地位，故認為羅老太的觀點「虛無縹緲」。
羅老太入稟時指滙豐信託曾因為羅氏家族成員之間的紛爭使信託管理程序有困難，而提出要重組家族信託的申請。法官指重組家族信託是為羅氏家族着想。法庭指根據滙豐信託致羅老太的信件內容，可反映滙豐信託是在一個精密、困難和變幻無常的困境下作出了小心而適當的決定。　

## 外部連結
- 瑞安集團主席羅康瑞豪宅遭爆竊
- 鷹君集團 （页面存档备份，存于）
- 四海國際 （页面存档备份，存于）
- 世紀城市 （页面存档备份，存于）
- 富豪酒店 （页面存档备份，存于）
- 百利保控股 （页面存档备份，存于）
- 瑞安建業 （页面存档备份，存于）

1. ↑  .   [2015-07-10]. （原始内容存档于2020-08-08）.
2. ↑  鷹君羅氏家族爆爭產疑雲
3. ↑  .   [2018-10-21]. （原始内容存档于2018-10-21）.
4. ↑  .   [2019-05-28]. （原始内容存档于2019-09-12）.
5. ↑  .   [2019-07-02]. （原始内容存档于2019-07-02）.
6. ↑  .   [2019-05-28]. （原始内容存档于2019-07-02）.